# Ho-Chi-Minh-Philosophie

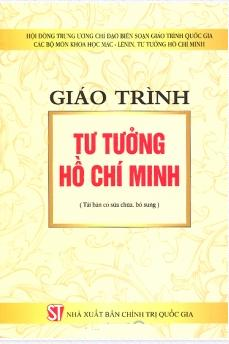
Lehrbuch Ho-Chi-Minh-Philosophie

Die Ho-Chi-Minh-Philosophie (Vietnamesisch: Tư tưởng Hồ Chí Minh), auch Ho-Chi-Minh-Ideologie genannt, ist eine politische Philosophie, die auf Marxismus-Leninismus und der Ideologie von Ho Chi Minh basiert. Sie wurde durch die Kommunistische Partei Vietnams 1991 erstmals formalisiert und festgelegt. Damit wird ein breites Spektrum von Politiken und Theorien im Zusammenhang von Marxismus-Leninismus zusammengefasst und angepasst an vietnamesische Verhältnisse. Dabei fließen die Bedingungen des vietnamesischen Freiheitskampfes (Indochinakrieg und Vietnamkrieg) und damit zusammenhängenden sozialen Begebenheiten und Veränderungen ein. Die kommunistische Partei Vietnams schreibt sämtliche Siege im Kampf um die Unabhängigkeit diesem Gedankengut zu, versteht es als Anleitung und nutzt es als Parteilinie. Trotz des Namens stammt diese Ideologie nicht rein von Ho Chi Minh, sondern ist von der Kommunistischen Partei Vietnams im Laufe der Zeit erweitert worden.

## Ursprünge
Grundsätzlich ist die Ideologie von Ho Chi Minh aufgrund seiner Herkunft, durch die vietnamesische Kultur und aufgrund seiner Jahre im Exil durch die Ideen der Französischen Revolution und den Marxismus-Leninismus beeinflusst. Aufgrund des hohen Anteils an ländlicher Bevölkerung und des niedrigen Industrialisierungsgrades sah Ho Chi Minh nicht die Arbeiterklasse als Hauptträger der Revolution, sondern den Bauernstand (vergleichbar zum Maoismus in China).
Die Ideologie basiert auf:
- Marxismus-Leninismus
- Ho Chi Minhs persönlicher Moral
- traditionellen vietnamesischen Werten, Konfuzianismus und Buddhismus
- westlicher politischer Philosophie, besonders den französischen und amerikanischen Ideen

### Ho Chi Minh und Konfuzianismus
Als Sohn eines konfuzianischen Gelehrten setzte er sich sein ganzes Leben lang mit dem Konfuzianismus auseinander. Obwohl er sich offen gegen die Ethik des Konfuzianismus aussprach, begründen einige Historiker, dass eben jene konfuzianistischen Werte ein Element in Ho Chi Minhs Moral waren und nach wie vor in der Linie der Partei sind. Dies widerspricht jedoch den offiziellen Aufzeichnungen der vietnamesischen kommunistischen Partei und Ho Chi Minhs.
Ho Chi Minhs Aufzeichnungen nach 30 Jahren konfuzianistischer Lehren schlussfolgern schließlich:

“Học thuyết của Khổng Tử có ưu điểm của nó là sự tu dưỡng đạo đức cá nhân. Tôn giáo Giêsu có ưu điểm của nó là lòng nhân ái cao cả. Chủ nghĩa Mác có ưu điểm của nó là phương pháp làm việc biện chứng. Chủ nghĩa Tôn Dật Tiên có ưu điểm của nó, chính sách của nó phù hợp với điều kiện nước ta. Khổng Tử, Giêsu, Mác, Tôn Dật Tiên chẳng có những ưu điểm chung đó sao? Họ đều muốn mưu hạnh phúc cho mọi người, mưu phúc lợi cho xã hội. Nếu hôm nay họ còn sống trên cõi đời này, nếu họ hợp lại một chỗ, tôi tin rằng họ nhất định chung sống với nhau rất hoàn mỹ như những người bạn thân thiết. Tôi cố gắng làm người học trò nhỏ của các vị ấy.”

„Die Doktrin von Konfuzius hat ihren Vorteil in individueller moralischer Kultivation. Die Religion von Jesus hat ihren Vorteil in großer Nächstenliebe. Marxismus hat seinen Vorteil in der dialektischen Methodik. Die Grundsätze von Sun Yat Sen haben ihren Vorteil darin, dass sie auf die Situation unseres Landes übertragen werden können. Konfuzius, Jesus, Marx, Sun Yat Sen, welche Vorteile teilen sie? Sie wollten Glück für alle, strebten Wohlstand für die Gesellschaft an. Wenn sie in dieser Welt am Leben wären, zusammentreffen würden, dann bin ich sicher, wären sie bestimmt enge Freunde geworden. Ich werde versuchen, ihr kleiner Schüler zu sein.“

## Ideologie
Die Ho-Chi-Minh-Philosophie, wie sie von der vietnamesischen kommunistischen Partei definiert ist, sieht als Kernpunkte:
- Nationale Unabhängigkeit
- Nationale Einheit
- Befreiung der Nation, der Klasse und der Menschen
- Volkseigentum – Schaffung des wahren Volksstaats; vom Volk, fürs Volk[13]
- Nationale Verteidigung aller Menschen – Aufbau der Volksarmee
- Wirtschaftliches und kulturelles Wachstum – materieller und spiritueller Wohlstand
- Revolutionäre Ethik – Sparsamkeit, Integrität, Gerechtigkeit, Unparteilichkeit
- Die neue Generation der Revolution zu umsorgen
- Eine starke und reine Partei aufbauen – Kader, die sowohl starke Führer als auch ergebene Diener des Volkes sind

Eng verbunden mit der Ho-Chi-Minh-Philosophie ist die kommunistische Partei das Zentrum des nationalen Befreiungskampfes. Die Philosophie argumentiert, dass zwar revolutionäre Gewalt und humanitärer Frieden sich widersprechen, der Ausgang ihres Kampfes jedoch würde Frieden, Freiheit und nationale Selbstbestimmung bringen. 
In Bezug auf Sozialismus und Wirtschaft sieht die Ideologie Folgendes zum Aufbau und zu den Charakteristika der sozialistischen Gesellschaft vor: 
1. Sozialismus ist eine Gesellschaft mit einer hochentwickelten Arbeiterschaft – Sie trägt die Wissenschaft, Technologie und Kultur sowie die reiche und starke Nation[14]
2. Produktionsmittel im Besitz der Massen, Verteilung von Arbeit
3. Diktatur des Proletariats – basierend auf der Zusammenarbeit von Bauern, Arbeitern und Intellektuellen vereint in der kommunistischen Partei
4. Eine Gesellschaft mit gesunden, fairen und gleichen sozialen Beziehungen; ohne Rivalität zwischen Stadt und Land, zwischen handwerklichen und geistigen Arbeitern

Es wird dabei hervorgehoben, dass der Übergang zum Sozialismus schrittweise erfolgen muss. Ähnlich wie beim Sozialismus mit chinesischen Charakteristiken, wird die Entwicklung der Produktivität mit der Entwicklung des Sozialismus verbunden. 
Laut Ho Chi Minh befand sich die vietnamesische Wirtschaft in schlechter Verfassung, als der Übergang zum Sozialismus begann;  eine veraltete, stark agrarische Wirtschaft, die noch nicht der kapitalistischen Entwicklung unterzogen war. Ho Chi Minh selbst achtete besonders auf die fundamentalen Widersprüche der Übergangszeit, zwischen notwendiger Modernisierung und Entwicklung sowie den sozio-ökonomischen Bedürfnissen der Arbeiter und Bauern. In der Ideologie wird auch betont, dass man aus den Erfahrungen anderer Länder Lehren ziehen und Hilfe von außen annehmen soll.
Ho Chi Minh selbst vertrat den Standpunkt, dass der Übergang 1954 begann. Er war überzeugt, dass nach wie vor ein „demokratisches Regime unter der Macht des Volkes“ und nicht der Sozialismus herrschte. Als wichtigster Punkt im Aufbau des Sozialismus ist der Ausbau der staatlichen Industrie, da man nur so den Sozialismus stärken kann. Gelingt das nicht, dann scheitert der Übergang.

## Moral
Eine Besonderheit in der Ho-Chi-Minh-Philosophie ist die hohe Stellung von persönlicher Moral und Ethik. Die persönlichen Werte Ho Chi Minhs werden durch die Partei verbreitet und Parteimitglieder sollen nach diesem Vorbild die folgenden Werte vertreten:
1. Fleiß
2. Integrität
3. Aufrichtigkeit
4. Sparsamkeit
5. Gemeinwohl-Förderung
6. Selbstlosigkeit im Dienst am Volk und an der Nation

Zentral in diesen Werten gilt es, ein bescheidenes und immaterielles sowie dem Sozialismus und dem Gemeinwohl verschriebenes – Ho Chi Minh hat in seinem Leben den Individualismus kritisiert – Leben zu leben. Die persönliche Moral von Ho Chi Minh wird in vietnamesischen Schulen in Pflichtfächern behandelt und vermittelt.

## Entwicklung
Beim siebten Nationalkongress der kommunistischen Partei Vietnams wurden Marxismus-Leninismus und die Ho-Chi-Minh-Philosophie als Basis der Parteilinie festgelegt. Seit dem Kongress wird an allen Universitäten in jeder Fakultät verpflichtend die Ho-Chi-Minh-Ideologie gelehrt. Die formelle Ausbildung dazu geschah ab 1997 an der Universität von Hanoi. Es gibt einige Abhandlungen zu diesem Thema von Weggenossen Ho Chi Minhs, darunter z. B. Vo Nguyen Giap.